# ウィリアム・チャップル (測量士)
ウィリアム・チャップル（英: William Chapple、1718年 – 1781年）は、イングランドの測量士、数学者。下記の平面幾何学の発見で知られる。
- 垂心の存在証明を最初に明示した。
- 外心と内心の距離公式オイラー・チャップルの定理を発見した。
- 三角形における円の場合のポンスレの閉形定理を発見した。

また、年賦金の価値を計算した最初期の数学者でもある。

## 経歴
1719年1月25日（新暦1718年1月14日）、ウィザーリッジにて貧しい農家と教区書紀の息子に生まれた。彼は愛書家で、ワードの書籍 The Young Mathematician's Guide: Being a Plain and Easie Introduction to the Mathematicks, in Five Parts から大量の数学の知識を習得した。教区聖職者の助手をした傍らで、雑誌 The Ladies' Diary にしばしば数学の問題を投稿をしていた。後年には、The Gentleman's Magazine にウェストカントリー方言に関する作品を寄稿した。
1738年、彼の文通に起因してエクセターの測量事務員になった。測量士の姪と結婚してエクセターの新しい病院建設を監督し、病院の事務官を務めた。また、ウィリアム・コートネイの不動産管理者としても働いた。1772年、トリストラム・リスドンの Survey of the County of Devon の改作を始め、余生の殆どをこれに費やした。作品の一部は彼の生前に公開され、死後の1785年に完全に発表された。
1781年9月上旬に没した。彼の墓石は、1971年に解体される以前のサント・マリー・メジャー教会 身廊西端に建設された。ウィザーリッジのチャップル通りは彼の名を冠する。

## 数学
アンドレア・デル・サーチナ（Andrea del Centina）はチャップルの功績について次のように書いている。 
"To illustrate the work of Chapple, whose arguments are often confused and whose logic is very poor, even for the standard of his time, is not easy especially when trying to keep as faithful as possible to his thought."
それにもかかわらずチャップルは数学でいくらかの重要な発見をした。

### 平面幾何学

三角形の場合のポンスレの閉形定理

オイラーの定理は外接円、内接円の半径R, rによってその中心の距離dを求める公式である。
{\displaystyle d={\sqrt {R(R-2r)}}.}
この等式より即座に不等式{\displaystyle R\geq 2r}が導かれる。公式及び不等式はしばしば1764年のレオンハルト・オイラーの功績による名称で呼ばれる。チャップルはこの公式を1746年に The Gentleman's Magazine 内で既に発表していた。また作品内で2つの円がそれぞれある三角形の外接円・内接円になるならば、この2円をそれぞれ外接円・内接円とする三角形は無数に存在することを主張した。これはポンスレの閉形定理の三角形の特別な場合である。1822年のポンスレの作品で円錐曲線や多角形に拡張された。

3つの頂垂線は垂心で交わる。

1749年、チャップルは三角形の垂心のよく知られる存在証明を発表した。垂心の存在は発表時以前からも知られていたが、チャップルは"often taken for granted, but no where demonstrated"（しばしば当然のことだとされるがだれも証明しなかった）と書いている。

### 金融
チャップルはジョン・ロウとトーマス・シンプソンとの文通を通して年賦金の価値の問題について研究し、コートネイのために評価した。彼はシンプソン、ド・モアブル、ドドソン、ジョーンズのように年賦金に関する問題を最初期に研究した数学者の一人になった。